# Station Rötgesbüttel
Station Rötgesbüttel (Haltepunkt Rötgesbüttel) is een spoorwegstation in de Duitse plaats Rötgesbüttel, in de deelstaat Nedersaksen. Het station ligt aan de spoorlijn Braunschweig - Gifhorn.

## Indeling
Het station beschikt over één zijperron, dat niet is overkapt maar voorzien van abri's. Het station is te bereiken vanaf de straat Bahnhofstraße, hier bevindt zich ook een klein parkeerterrein.

## Verbindingen
De volgende treinserie doet het station Rötgesbüttel aan:
| Serie | Treinsoort           | Route                                                          | Bijzonderheden             |
| ----- | -------------------- | -------------------------------------------------------------- | -------------------------- |
| RB 47 | Regionalbahn (Erixx) | Braunschweig Hbf – Rötgesbüttel – Gifhorn – Wittingen – Uelzen | Rijdt eenmaal per twee uur |